# (201751) Steinhardt
(201751) Steinhardt est un astéroïde de la ceinture principale.

## Description
(201751) Steinhardt est un astéroïde de la ceinture principale. Il fut découvert le 23 octobre 2003 à l'observatoire d'Apache Point par le programme Sloan Digital Sky Survey. Il présente une orbite caractérisée par un demi-grand axe de 2,80 UA, une excentricité de 0,08 et une inclinaison de 2,8° par rapport à l'écliptique.

## Compléments